# Weersatelliet

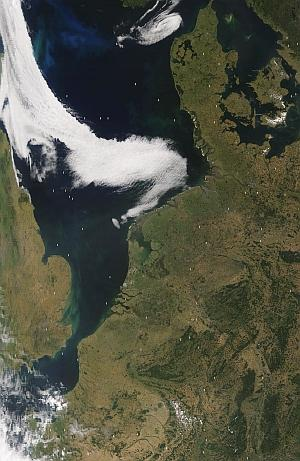
De Nederlanden en Noordzee vanuit de Aqua-satelliet, ©NASA AQUA/MODIS

Een weersatelliet is een type satelliet dat hoofdzakelijk wordt gebruikt om het weer en/of het klimaat van de Aarde te observeren.
Toch zien deze meteorologische satellieten meer dan wolken, neerslag en wolkensystemen, bijvoorbeeld de lichten van de stad/wegen, vuren, verontreiniging (lucht, water), aurora's (noorder- en zuiderlichten), stof (woestijnzand), sneeuw, ijs, oceaanstromen, energiestromen, enz.

## Geschiedenis
De eerste weersatelliet was Vanguard 2, die op 17 februari 1959 werd gelanceerd. Hij werd ontworpen om wolkendekking te meten, maar een slechte omwentelingsas verhinderde het verzamelen van veel nuttige gegevens.
De eerste succesvolle weersatelliet was TIROS-1, gelanceerd door NASA op 1 april 1960. TIROS-1 werkte 78 dagen, maar bleek succesvoller te zijn dan Vanguard 2. Tussen 1960 en 1965 werden 10 TIROS-satellieten gelanceerd. In 1965 waren reeds 10.000 wolkenbeelden doorgestuurd naar de aarde. In 1966 werd het ontvangstnetwerk op aarde tot 400 ontvangststations uitgebreid die aan 45 landen beelden konden leveren. In datzelfde jaar werden de ESSA-satellieten geïntroduceerd. In 1970 werd een infraroodsensor toegevoegd om ook 's nachts wolkenopnamen te kunnen maken. De eerste satelliet die daarmee uitgerust werd was van de National Oceanic and Atmospheric Administration (NOAA), toen nog bekend onder de naam TIROS-M en ITOS-1. Vanaf 1978 werd een nieuwe generatie (TIROS-N of NOAA 6 en 7) met geavanceerde mogelijkheden ontwikkeld, die in 1983 vervangen werd door Advanced TIROS-N of NOAA-8. Later in de  jaren tachtig en negentig werden achtereenvolgens de NOAA-9 t/m NOAA-19 gelanceerd. Op dit moment doen van deze serie alleen de NOAA 15, 18 en 19 nog dienst.

## Types
Er zijn twee hoofdtypen meteorologische satellieten: geostationaire en polair cirkelende satellieten.
Geo-stationaire of beter gezegd: geosynchrone weersatellieten cirkelen om de Aarde boven de evenaar op hoogte van 35.880 kilometer. Dat doen ze net zo snel (omlooptijd = 24 uur) als de eronder roterende aarde. Door deze beweging blijven zij stationair met betrekking tot een meridiaan op Aarde:{\textstyle v_{gs}=\omega (R_{A}+h_{gs}),v(h=0)=\omega R_{A};}
{\textstyle =(1+h_{gs}/R_{A})v(h=0)=(1+45/8)(2\pi R_{A}/T_{A})}
{\displaystyle v_{gs}=53/8\times {omtrek}_{A}/{draaidag}_{A}}
Deze weersatellieten kunnen beelden van de volledige hemisfeer met hun visuele en infrarode sensoren onophoudelijk registreren en/of meet- en beelddata continu overbrengen. De nieuwsmedia gebruiken de van ver genomen aardefoto's in hun dagelijkse weerpresentatie als enige beelden. 
Er zijn verscheidene geostationaire meteorologische ruimtevaartuigen in gebruik. De Verenigde Staten hebben er drie in werking: GOES-9, GOES-10 en GOES-12. De Europeanen hebben Meteosat-6, Meteosat-7 en Meteosat-8 boven de Atlantische Oceaan en Meteosat-5 boven de Indische Oceaan. Ook Rusland en India hebben geostationaire meteorologische satellieten.
Polair cirkelende weersatellieten zoals de genoemde NOAA-satellieten omcirkelen de Aarde op hoogten van 720 tot 800 km in een ononderbroken vlucht van noord naar zuid grofweg van pool tot pool. De Verenigde Staten, China, India en Rusland hebben polair cirkelende meteorologische satellieten.
De visuele beelden van weersatellieten zijn gemakkelijk door een leek te interpreteren. De wolken, wolkensystemen zoals fronten en tropische onweren; meren, akkers, bossen, bergen, sneeuw/ijs; vuren en luchtverontreiniging zoals rook, smog, stof en nevel; olievlekken, zijn gemakkelijk te herkennen. Zelfs kan de windrichting (-grootte) worden bepaald door wolkenpatronen op opeenvolgende foto's te analyseren. Wervelstormen of orkanen/tyfonen vertonen enorme gesloten wolkenpatronen.
De thermische of infrarode beelden die door de sensoren van een weersatelliet gemaakt worden, laten een opgeleide analist toe om wolkhoogten en wolkentypes te bepalen, land- en oppervlaktewatertemperaturen te berekenen en oceaanoppervlakte-eigenschappen per plaats te bepalen. Infrarode beelden onthullen zeewaterverontreiniging, oceaanwervelingen of draaikolken. Vissers en landbouwers hebben gegevens van land- en watertemperaturen nodig om hun gewassen te beschermen tegen vorst of hun visvangst te verhogen. Zoals de warme Golfstroom in de Atlantische Oceaan kunnen zelfs fenomenen als El Niño in de Grote Oceaan worden waargenomen.